# 切蒂唐格阿尔
切蒂唐格阿尔（Chettithangal），是印度泰米尔纳德邦Vellore县的一个城镇。总人口6029（2001年）。

## 人口
该地2001年总人口6029人，其中男性3018人，女性3011人；0—6岁人口608人，其中男306人，女302人；识字率69.61%，其中男性为79.09%，女性为60.11%。